# Balthasar Zimmermann (Politiker)

Balz Zimmermann (1937)

Balthasar «Balz» Zimmermann (* 13. Februar 1895 in Schwändi GL; † 13. Oktober 1937 in Zürich; heimatberechtigt in Schwändi, ab 1912 in Glarus) war ein Schweizer Pilot, Swissair-Gründer und Zürcher Nationalrat. Er gehörte zu den Mitbegründern des Landesrings der Unabhängigen und gilt als Pionier der Schweizer Zivilaviatik.

## Leben

Balz Zimmermann, Oberleutnant der Fliegertruppen

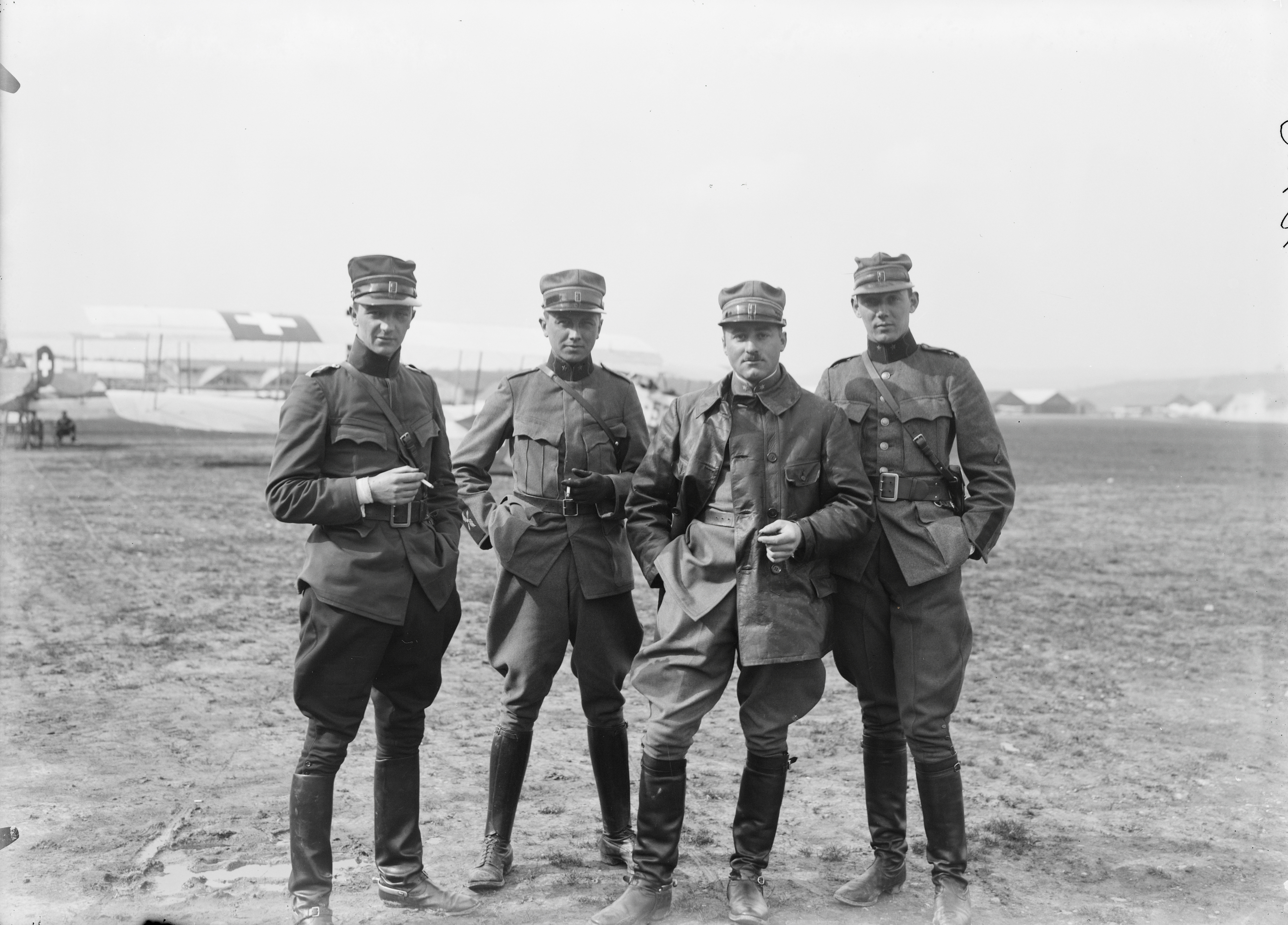
V. l. n. r.: Alfred Comte, Balz Zimmermann, Oskar Bider und Henri Pillichody (1918)

Balthasar Zimmermann wurde als Sohn des Druckermeisters Friedrich Zimmermann und der Salome geb. Luchsinger geboren. Nach dem Besuch der evangelischen Oberrealschule in Schiers studierte er Mathematik und Physik an der ETH Zürich. Zimmermann heiratete 1929 Anna Schindler aus Breisach am Rhein.
In der Zeit des Ersten Weltkriegs leistete er seinen Militärdienst ab und wurde zum Piloten ausgebildet. Bis 1926 blieb er als Instruktor bei der Fliegerwaffe und schied als Oberleutnant aus. Nach der Gründung der Balair in Basel wurde er 1926 zu deren Direktor ernannt und verantwortete massgeblich ihren Aufschwung. Der Flugplatz Basel-Sternenfeld war damals der grösste Flugplatz der Schweiz. Die mit Bundessubventionen und Posttransport finanzierte Gesellschaft musste sich am 1. Januar 1931 mit der Ad Astra Aero zur Swissair auf Druck des Eidgenössischen Luftamts zusammenschliessen.
In der Swissair übernahm Zimmermann die kaufmännische Leitung. Nachdem der technische Direktor Walter Mittelholzer im Mai 1937 auf einer Klettertour zu Tode gestürzt war, übernahm er auch dessen Ressort. Beide gelten als Pioniere der Schweizer Zivilaviatik.
In politischer Hinsicht gehörte Zimmermann zum Umfeld des Migros-Gründers Gottlieb Duttweiler. Die Vereinigung mit anderen Gleichgesinnten erhielt bei den Wahlen zum Nationalrat im Jahr 1935 auf Anhieb sieben Sitze. Am 30. Dezember 1936 gründeten Duttweiler und Zimmermann eine Partei mit dem Namen Landesring der Unabhängigen (LdU). Zimmermann trat auf den 1. Juni 1937 von seinem Mandat zurück.
Zimmermann starb am 13. Oktober 1937 an einer Infektionskrankheit. Die dem LdU nahestehende Tageszeitung Die Tat bezeichnete ihn 1973 als «grossen Luftfahrtstrategen», er hätte das Format besessen, Weltluftverkehrspolitik zu treiben, und attestierte ihm ein «durchgereiftes technisches Wissen, gepaart mit weltmännischem Auftreten und einem guten Schuss schweizerischer Bauernschlauheit».
Die Genossenschaft In Memoriam Bider/Mittelholzer/Zimmermann trug ihren Namen ihm zu Ehren.